# Martin River (Kachemak Bay)
Der Martin River ist ein 15 Kilometer langer Zufluss der Kachemak Bay auf der Kenai-Halbinsel im Süden des US-Bundesstaates Alaska.

## Verlauf
Der Martin River verläuft im Süden der Kenai-Halbinsel. Er hat seinen Ursprung in den Kenai Mountains auf einer Höhe von etwa 660 m, wo er vom Dixon-Gletscher gespeist wird. Er fließt anfangs etwa 6 km nach Westen und trifft auf den Abfluss eines kleinen Bergsees. Der Martin River fließt unterhalb des Zusammenflusses nach Norden. Er bildet auf seinem Unterlauf einen verflochtenen Fluss. An seiner Mündung in das Südufer der Kachemak Bay befindet sich ein breiter Schwemmfächer. Auf Fotografien aus dem Jahr 2010 sieht man den Fluss noch in nördlicher Richtung den Schwemmfächer zum Meer durchquerend. Satellitenbilder von Google Maps und Bing zeigen, dass sich nach Westen mehrere Mündungsarme ausgebildet haben und der ursprüngliche nördliche Mündungsarm mittlerweile verlandet ist. Das Einzugsgebiet des Martin River umfasst ungefähr 73 km². Weiter östlich verläuft der Battle Creek.

## Name
Der lokale Flussname wurde in den 1950er Jahren vom U.S. Geological Survey (USGS) veröffentlicht.